# Metrojet
Kogalymavia (en ruso: Авиакомпания Когалымавиа) también conocida como Kolavia (Колавиа) y posteriormente como Metrojet, fue una aerolínea con sede en Kogalym, Tyumen, Rusia. Operaba vuelos de cabotaje regularmente. Inició operaciones en mayo de 1993. Su aeropuerto base era el Aeropuerto Internacional de Kogalym y el Aeropuerto de Surgut, también tenía un hub secundario en el Aeropuerto de Moscú-Domodedovo.

## Historia
Kogalymavia inició sus operaciones en mayo de 1993. Después de 2005, la aerolínea operó principalmente servicios chárter internacionales a destinos de ocio, bajo la marca Kolavia.
En mayo de 2012, Kogalymavia cambió su marca comercial de Kolavia a Metrojet, como parte de su empresa conjunta recién establecida con TUI Rusia & CIS , una subsidiaria de la empresa de turismo alemana TUI Travel . Hasta agosto de 2014, cuando se terminó la empresa en participación, Metrojet operaba en nombre de TUI, y voló de forma independiente a partir de ese momento.
El 31 de octubre de 2015, un Airbus A321-200 de Metrojet , que operaba como el Vuelo 9268, se estrelló en la península del Sinaí, matando a las 224 personas a bordo. Se determinó que el accidente fue causado por un artefacto explosivo que casi con certeza había sido colocado en la aeronave por un miembro de la tripulación de tierra en Sharm El Sheikh.
El 5 de diciembre de 2015, Metrojet suspendió todas las operaciones restantes después de una disminución significativa en el número de pasajeros, debido al incidente mencionado anteriormente y las dudas sobre la situación de seguridad en sus principales destinos de ocio en Egipto . Anunció una revisión de todas las operaciones y dijo que podría reanudar los servicios en el verano de 2016. Sin embargo, se declaró en quiebra en marzo de 2016.

## Destinos

### Nacionales

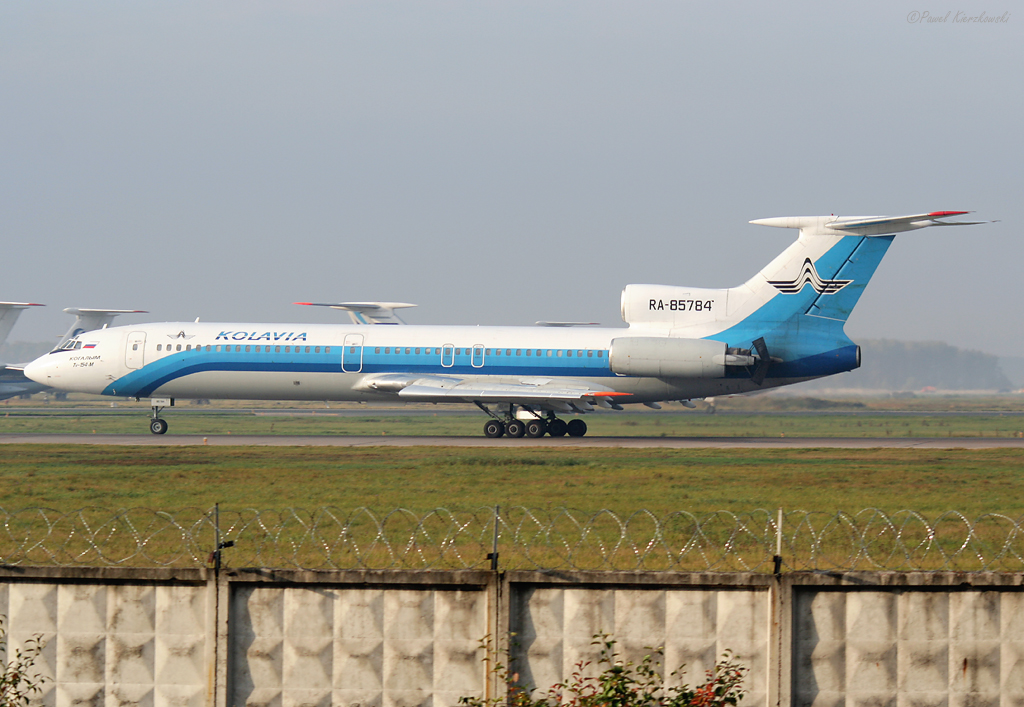
Tu-154M de la aerolínea

- Rusia
- Kogalym
- Krasnodar
- Mineralnye Vody
- Moscú
- Samara
- Surgut
- Ufa

### Internacionales
- Azerbaiyán
- Bakú
- Ucrania
- Simferopol

## Flota
En agosto de 2011 la flota de Kogalymavia constaba de:
- 3 Airbus A320-200
- 3 Airbus A321-200
- 2 Bombardier Challenger 880

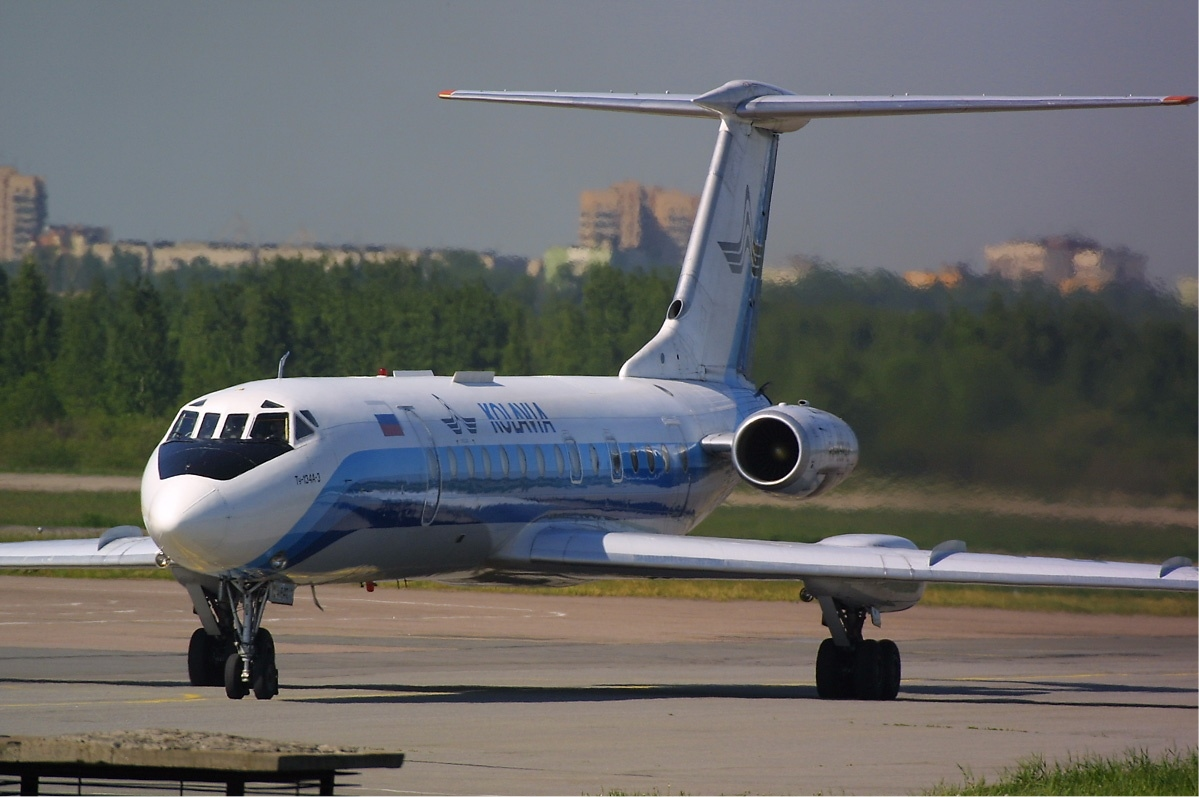
Tu-134, ahora retirados de la flota de la aerolínea

La aerolínea también operó Tu-134A3, los cuales fueron retirados en 2010.

## Accidentes
- El 1 de enero de 2011, el vuelo 348, un Tu-154B-2 que rodaba hacia la pista de despegue, sufrió una explosión y posterior incendio en una de sus turbinas. El avión llevaba 116 pasajeros, de los cuales 3 murieron y 43 resultaron heridos. El avión cubría la ruta Surgut-Moscú.[3]

- El 31 de octubre de 2015, el vuelo 9268, un Airbus A321 se estrelló en la península del Sinaí matando a las 224 personas a bordo. El gobierno ruso afirmó que el avión explotó debido a una bomba a bordo colocada por terroristas.[4]